# Magnone (fisica)

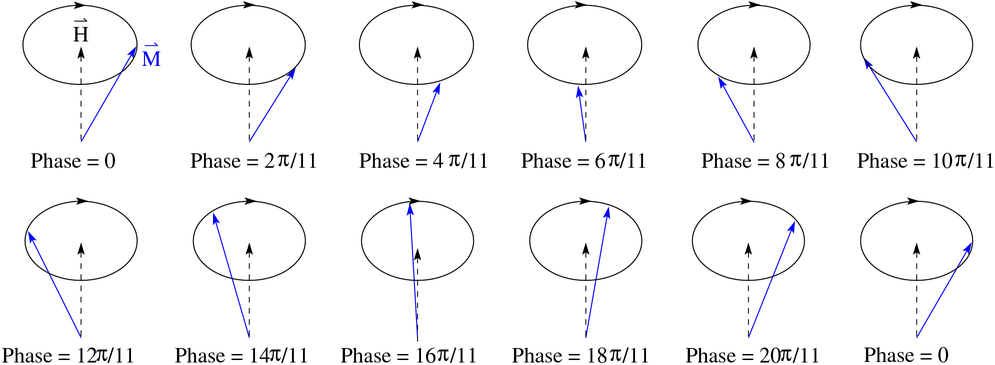
Un'illustrazione del processo di un'onda di spin su un campo magnetico applicato con un vettore-onda che è 11 volte la costante del reticolo

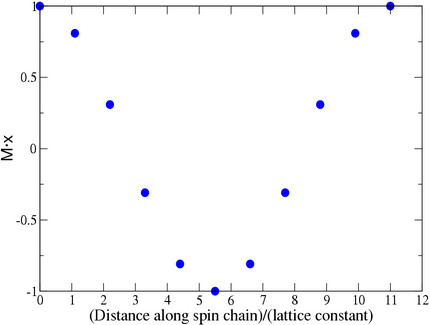
La proiezione di magnetizzazione della stessa onda di spin lungo la direzione a catena come funzione della distanza lungo la catena di spin

In fisica dello stato solido, il magnone è un'eccitazione collettiva in un solido cristallino. Il magnone, detto anche onda di spin, è una perturbazione della configurazione di spin di stato fondamentale del sistema. Come qualsiasi altra eccitazione, il magnone porta energia e momento. Come quasiparticella, il magnone è un bosone, ovvero obbedisce alla statistica di Bose-Einstein. I magnoni possono essere rivelati sperimentalmente attraverso esperimenti di diffusione anelastica di neutroni.
Il concetto di magnone fu introdotto nel 1930 da Felix Bloch per spiegare la riduzione di magnetizzazione spontanea in un ferromagnete. Una teoria più precisa delle onde di spin quantizzate o magnoni, fu ulteriormente sviluppata da Ted Holstein e Henry Primakoff (1940) e successivamente da Freeman Dyson (1956). La prima osservazione sperimentale diretta di magnoni è dovuta a Bertram Brockhouse, che nel 1957 li rivelò grazie ad un esperimento di diffusione anelastica di neutroni nella ferrite.